# Point de Hongrie
Pour le papillon, voir Point-de-Hongrie.

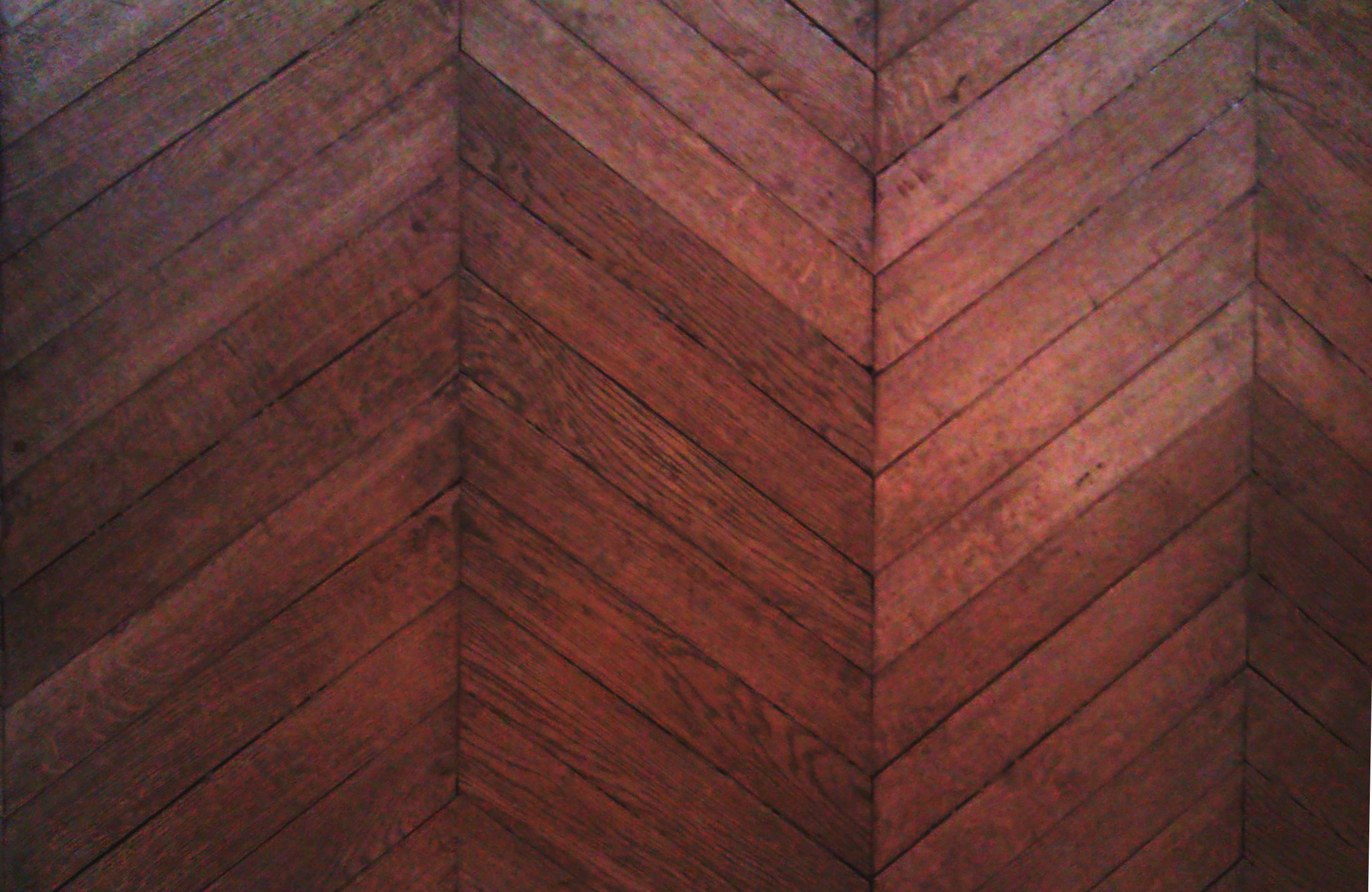
Parquet point de Hongrie

Le point de Hongrie est un motif de parquet (dit aussi en chevrons ou chevron à la française) constitué de lames de mêmes dimensions, ayant les extrémités coupées suivant un angle entre 45° et 60°, posées bout à bout et formant des décors parallèles.
Le point de Hongrie est un style de parquet classique, le plus souvent réalisé en bois massif, bien que l'utilisation de lames contrecollées est possible. Les essences de bois majoritairement utilisées sont celles couramment retrouvées dans les parquets anciens et moderne, avec, en tête, le chêne. La dimension la plus courante est 90 mm de largeur et une longueur d'arète de 500 à 600 mm. Les motifs bien que redondants doivent être travaillés avec précision afin de garantir un alignement satisfaisant des rangées parallèles. Enfin, l'utilisation d'essences ou de nuances différentes permet de créer des motifs décoratifs qui cassent la monotonie du parquet et améliore l'esthétique en modifiant la perception du volume. Ce style de parquet est présent dans de nombreux musées dont le musée du Louvre dont les galeries sont richement decorées par l'utilisation d'essences différentes, et de ruptures dans les rangées de lames.[réf. nécessaire][style à revoir]